# Europäischer Filmpreis 2006
Der 19. Europäische Filmpreis wurde am 2. Dezember 2006 verliehen. Erstmals fand die Verleihung in Warschau statt. Moderiert wurde die Veranstaltung von der französischen Schauspielerin Sophie Marceau und ihrem polnischen Kollegen Maciej Stuhr.
Als bester europäischer Film konnte sich die sechsfach nominierte deutsche Produktion Das Leben der Anderen von Florian Henckel von Donnersmarck durchsetzen. Das Stasi-Drama mit Ulrich Mühe, Sebastian Koch und Martina Gedeck in den Hauptrollen erhielt zudem die Preise in den Kategorien Bester Darsteller (Ulrich Mühe) und Bestes Drehbuch. Der ebenfalls zu den Mitfavoriten gezählte Film Volver – Zurückkehren des Spaniers Pedro Almodóvar konnte vier seiner sechs Nominierungen in Siege umsetzen, darunter Regisseur Almodóvar und Hauptdarstellerin Penélope Cruz, die bereits auf den Filmfestspielen von Cannes gemeinsam mit dem übrigen weiblichen Schauspielensemble in Volver als Beste Darstellerinnen ausgezeichnet worden war. Zu den Verlierern zählte Ken Loachs Kriegsdrama The Wind That Shakes the Barley, das sich den Preis für die Beste Kamera ex aequo mit Volver teilte. Der Preisträger der Goldenen Palme von Cannes war mit fünf Nominierungen ins Rennen gegangen. Unprämiert blieben das auf den Filmfestspielen von Berlin siegreiche Drama Esmas Geheimnis – Grbavica, Neil Jordans Thriller Breakfast on Pluto und der dokumentarfilm-ähnliche Spielfilm The Road to Guantanamo von Michael Winterbottom und Mat Whitecross, die im Vorfeld je zwei Nominierungen erhalten hatten.
Bereits vor der Preisverleihung hatten einige Gewinner festgestanden, darunter der polnische Oscar-Preisträger Roman Polański. Der Filmregisseur, Schauspieler und Drehbuchautor, der bereits 1999 für seinen Horrorfilm Die neun Pforten mit der Auszeichnung für einen europäischen Beitrag zum Weltkino geehrt worden war, erhielt den Preis für sein Lebenswerk.

## Gewinner und Nominierungen

### Bester europäischer Film
Das Leben der Anderen – Regie: Florian Henckel von Donnersmarck
- Breakfast on Pluto – Regie: Neil Jordan
- Esmas Geheimnis – Grbavica (Grbavica) – Regie: Jasmila Žbanić
- The Road to Guantanamo – Regie: Michael Winterbottom und Mat Whitecross
- Volver – Zurückkehren (Volver) – Regie: Pedro Almodóvar
- The Wind That Shakes the Barley – Regie: Ken Loach

### Beste Regie
Pedro Almodóvar – Volver – Zurückkehren (Volver)
- Susanne Bier – Nach der Hochzeit (Efter brylluppet)
- Emanuele Crialese – Golden Door (Nuovomondo)
- Florian Henckel von Donnersmarck – Das Leben der Anderen
- Ken Loach – The Wind That Shakes the Barley
- Michael Winterbottom und Mat Whitecross – The Road to Guantanamo

### Bester Darsteller
Ulrich Mühe – Das Leben der Anderen
- Patrick Chesnais – Man muss mich nicht lieben (Je ne suis pas là pour être aimé)
- Jesper Christensen – Totschlag – Im Teufelskreis der Gewalt (Drabet)
- Mads Mikkelsen – Nach der Hochzeit (Efter brylluppet)
- Cillian Murphy – Breakfast on Pluto und The Wind That Shakes the Barley
- Silvio Orlando – Der Italiener (Il caimano)

### Beste Darstellerin
Penélope Cruz – Volver – Zurückkehren (Volver)
- Nathalie Baye – Eine fatale Entscheidung (Le petit lieutenant)
- Martina Gedeck – Das Leben der Anderen
- Sandra Hüller – Requiem
- Mirjana Karanović – Esmas Geheimnis – Grbavica (Grbavica)
- Sarah Polley – Das geheime Leben der Worte (La vida secreta de las palabras)

### Bestes Drehbuch
Florian Henckel von Donnersmarck – Das Leben der Anderen
- Pedro Almodóvar – Volver – Zurückkehren (Volver)
- Paul Laverty – The Wind That Shakes the Barley
- Corneliu Porumboiu – A fost sau n-a fost?

### Beste Kamera
- Barry Ackroyd – The Wind That Shakes the Barley
- José Luis Alcaine – Volver – Zurückkehren (Volver)

- Roman Osin – Stolz und Vorurteil (Pride & Prejudice)
- Timo Salminen – Lichter der Vorstadt (Laitakaupungin valot)

### Beste Filmmusik
Alberto Iglesias – Volver – Zurückkehren (Volver)
- Tuomas Kantelinen – Die beste Mutter (Äideistä parhain)
- Dario Marianelli – Stolz und Vorurteil (Pride & Prejudice)
- Gabriel Yared und Stéphane Moucha – Das Leben der Anderen

### Bester Nachwuchsfilm
13 Tzameti – Géla Babluani
- Z Odzysku – Sławomir Fabicki
- Pingpong – Matthias Luthardt
- Friss Levegö – Agnes Kocsis

### Bester Dokumentarfilm (Prix Arte)
Die große Stille – Regie: Philip Gröning
- 37 Arten ein Schaf zu nutzen (37 Uses for a Dead Sheep) – Regie: Ben Hopkins
- Dreaming By Numbers – Regie: Anna Bucchetti
- La Casa de mi Abuela – Regie: Adan Aliaga
- Maradona, un gamin en or – Regie: Jean-Christophe Rosé
- The Cemetery Club (Moadon beit hakvarot) – Regie: Tali Shemesh
- Rybak i Tantsovshitsa – Regie: Waleri Solomin
- Unser täglich Brot – Regie: Nikolaus Geyrhalter

### Bester Kurzfilm (Prix UIP)
Before Dawn – Regie: Bálint Kenyeres (Prix UIP Tampere)
- Delivery – Regie: Till Nowak (Prix UIP Ghent)
- Vincent – Regie: Giulio Ricciarelli (Prix UIP Valladolid)
- Pistache – Regie: Valérie Pirson (Prix UIP Angers)
- Meander – Regie: Joke Liberge (Prix UIP Rotterdam)
- El Cerco – Regie: Ricardo Íscar und Nacho Martín (Prix UIP Berlin)
- For Intérieur – Regie: Patrick Poubel (Prix UIP Cracow)
- Sniffer – Regie: Bobbie Peers (Prix UIP Grimstad)
- By the Kiss – Regie: Yann Gonzalez (Prix UIP Vila do Conde)
- Zakaria – Regie: Gianluca und Massimiliano De Serio (Prix UIP Edinburgh)
- Sretan Put Nedime – Regie: Marko Šantić (Prix UIP Sarajevo)
- The Making of Parts – Regie: Daniel Elliott (Prix UIP Venezia)
- Comme un Air... – Regie: Yohann Gloaguen (Prix UIP Drama)
- Aldrig som fösta gången – Regie: Jonas Odell (Prix UIP Cork)

### Bester künstlerischer Beitrag
Pierre Pell und Stéphane Rozenbaum (Szenenbildner) – Science of Sleep – Anleitung zum Träumen (La Science des rêves)

### Jameson-Publikumspreis – Bester Film
Volver – Zurückkehren (Volver) – Regie: Pedro Almodóvar
- Adams Äpfel (Adams æbler) – Regie: Anders Thomas Jensen
- Elementarteilchen – Regie: Oskar Roehler
- Das Kind (L'Enfant) – Regie: Jean-Pierre und Luc Dardenne
- Die Jahreszeit des Glücks (Štěstí) – Regie: Bohdan Sláma
- Merry Christmas – Regie: Christian Carion
- Oliver Twist – Regie: Roman Polański
- Paradise Now – Regie: Hany Abu-Assad
- Die Reise der Pinguine (La marche de l’empereur) – Regie: Luc Jacquet
- Romanzo Criminale – Regie: Michele Placido
- Stolz und Vorurteil – Regie: Joe Wright
- Wallace & Gromit – Auf der Jagd nach dem Riesenkaninchen (Wallace & Gromit: The Curse Of The Were-Rabbit) – Regie: Nick Park und Steve Box

### Filmkritikerpreis (Prix Fipresci)
Unruhestifter (Les Amants réguliers) – Regie: Philippe Garrel

### Beste europäische Leistung im Weltkino
Jeremy Thomas, britischer Filmproduzent

### Europäischer Filmpreis für das Lebenswerk
Roman Polański